# Picolitro
Picolitro es una medida normalmente utilizada en operaciones para calcular la superficie de un punto a gota de tinta.
Sus equivalencias son:
- un mililitro (ml) es una milésima parte de un litro.
- un microlitro (ul) es una millonésima parte de un litro
- un nanolitro (nl) es la milésima parte de un microlitro
- un picolitro (pl) es la millonésima parte de un microlitro.

- Datos: Q3902688